# Mont Chaudron

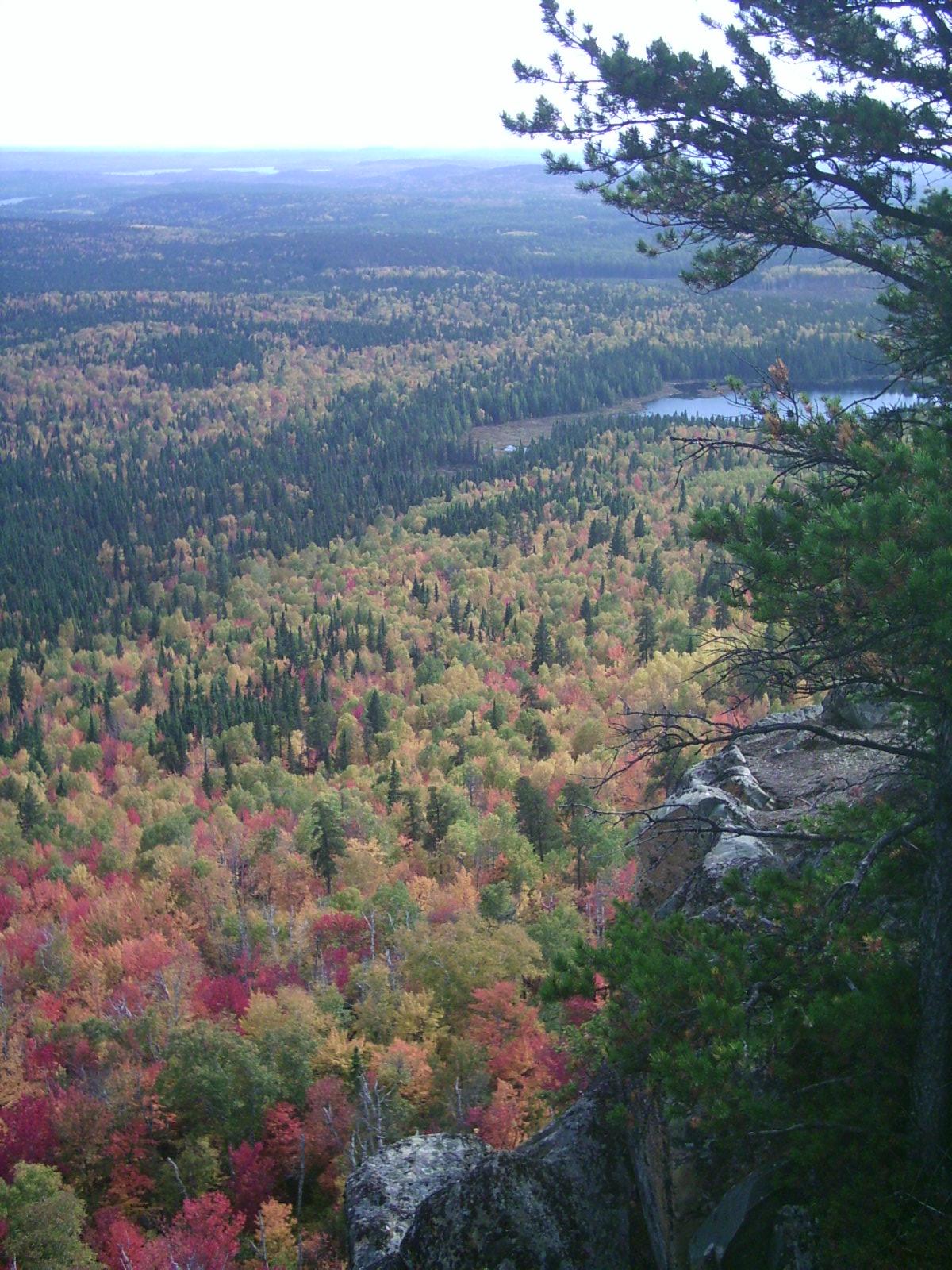
Vue vers le lac Opasatica au loin.

Le mont Chaudron ou colline Cheminis est un inselberg, une anomalie géologique, situé à l'ouest d'Arntfield au Québec, à quelques mètres de la frontière de l'Ontario, et aussi connu sous différents noms en anglais comme Mount Cheminis ou Sugar-Loaf Mountain (mont du Pain de Sucre).
Le mont Chaudron est situé non loin des éléments paysagers et forestiers remarquables contigus à la réserve écologique projetée du ruisseau Clinchamp et du mont Kanasuta, au nord de la route 117.

## Étymologie
Le nom de « Chaudron » a été donné parce que le mont ressemble à un chaudron inversé, un pot en fonte utilisé par les autochtones et les bucherons pour faire cuire les aliments.
L'histoire (contes et légendes) qui fut contée à la population des Premières Nations de Beaverhouse, raconte que des hommes se sont installés sur les bords du lac Howard, pas loin vers le nord-ouest des Cheminis, et révèle que le nom même après l'installation du chemin de fer et de la communauté vient de l'algonquin qui signifie « guérisseur ». Les autochtones ont aussi donné ce nom unique à la ville fantôme de Cheminis.
Au bureau de bande de la Première Nation de Beaverhouse à Kirkland Lake, Marcia Brown et Gloria MacKenzie se souviennent avoir appris que le nom est dérivé du mot « Chamminis », et que les anglophones ont plus probablement reconnu le mot « Shamanis » ou « le lieu de guérison ou des guérisseurs ». Le chaman est un guérisseur autochtone dans de nombreuses cultures et un mot très connu.
Certains ont spéculé sur le fait que son nom vient du mot « chemin » ou « chemin de fer ». Les plus aventureux ont même suggéré qu'il pourrait avoir quelque chose à voir avec le mot « cheminée » en raison de la géomorphologique du site.

## Géographie
Le mont est situé au Québec, à moins de 100 mètres de la frontière ontarienne dont le chemin d'accès est à la borne kilométrique 660 de la route 117 à l'ouest du petit lac Ross. Culminant à 527 mètres d'altitude, c'est l'un des plus hauts sommets de la région après le mont Dominant, qui fait 566 mètres et est situé dans le parc national d'Aiguebelle. Le mont Chaudron est en revanche plus élevé que le mont Kanasuta, à 500 mètres d'altitude et situé près d'Arntfield, et que les collines Kékéko, à 485 mètres d'altitude.
Géomorphologiquement, le mont Chaudron est un inselberg ou monadnock, soit une roche résistante à l'érosion contenue à l'intérieur d'une roche plus tendre datant de la dernière période glaciaire.
Les géologues soutiennent que les sommets de ces collines sont probablement les restes d'une ancienne pénéplaine, un large espace avec de faibles dénivellations, qui résulte d'une longue érosion et de la coalescence des bassins hydrographiques et à une altitude de 480 à 510 mètres dans l'ouest de l'Abitibi,.
Les glaciers se sont déplacés vers le sud par la suite, et ce sont les mêmes qui ont recouvert une partie de l'Ohio Valley. La résistance de la roche à l'avancée des glaciers donne une forme de monticule de roches sédimentaires. Vu des airs, il est évident que le mouvement glaciaire ait été détourné aux Cheminis. La montagne elle-même se situe où une ligne en forme de V sépara le glacier, et ce dernier a été détourné à l'est et à l'ouest du monticule de roche.

### Faune et flore
On y trouve une faune et une flore menacées :
- le faucon pèlerin qui est désigné comme une espèce faunique vulnérable par le « Règlement sur les espèces fauniques vulnérables et leurs habitats »[7] ;
- une espèce floristique est menacée soit le genévrier commun ou Juniperus communis. Il a été observé à quelques endroits comme au sommet du mont Chaudron et du mont Kanasuta, sur une île du lac Dufault et d’immenses colonies dans un champ en friche à Dupuy[8].

### Géologie
Le mont Chaudron est composé principalement de tillite constituée de roches sédimentaires datant de 2,3 milliards d'années et déposées par des glaciers sur un socle de roches volcaniques et sédimentaires (grès et conglomérat) plus anciennes datant de 2,7 milliards d'années. Une moraine latérale est présente au sud.
Reconnu « site géologique exceptionnel classé » par le Ministères des Ressources naturelles du Québec, toute activité minière est interdite à proximité depuis 2015.

## Histoire

### Histoire des Cheminis
Bien avant que Pierre de Troyes et sa bande d'aventuriers, connus pour l'expédition qu'ils firent à la baie d'Hudson pour en déloger les Anglais en 1686, la légende veut que la montagne ait été utilisée comme endroit de sacrifice par les habitants du secteur, les ancêtres des Nishinawbes (Anichinabés) et des Aski d'aujourd'hui, respectivement les Ojibwés et les Atikamekw.

### Fait divers
En juillet 1955, le Northern Daily News a signalé que « le corps d'un homme, sans tête, ni les deux mains et le pied droit, a été trouvé sur le dessus du mont Cheminis. Tout près de lui, était positionné un fusil de chasse et aucune cartouche dans la chambre. Les vêtements étaient des « vêtements de ville », pas des habits d'hommes de bois. Il n'y avait absolument aucune identification et personne n'avait été portée disparu dans le secteur depuis juillet 1954. Le Progrès et La Frontière vont aussi en parler en se posant la question : Meurtre ou suicide ? »
Citation du journal Le Progrès en juillet 1955 : « Le corps avait été trouvé par trois jeunes gens qui délimitaient des lots pour le gouvernement. Un fusil dans lequel il y avait une balle perforée et une bouteille d'alcool ont été retrouvés sur un journal en date du 5 juillet 1954 à quelque 30 pieds du cadavre qui portait un habit gris de ville. »

### Incendie
Le 15 mai 2012, un incendie a détruit environ la moitié du couvert forestier du mont Chaudron. Selon la SOPFEU, comme il n'y a pas eu de foudre, l'origine de l'incendie serait sans doute humaine.

### Mort accidentelle
Le 21 juillet 2019 un adolescent ontarien de 17 ans fait une chute mortelle de 20 mètres.

## Protection environnementale
Selon le Bureau d'audiences publiques sur l'environnement ou BAPE sur le projet de réserves de biodiversité du lac des Quinze, du lac Opasatica, de la forêt Piché-Lemoine et du réservoir Decelles en Abitibi-Témiscamingue, il est suggéré pour le mont Chaudron : « Avis 11 — La commission reconnaît l’intérêt de la protection du mont Chaudron en raison de son caractère géomorphologique et des deux espèces à statut précaire qui s’y trouvent. »

## Dans la culture
Le mont Chaudron et ses environs servent de cadre à un thriller mystico-scientifique publié en 2017, L'ultime trésor, roman écrit par Joël Pagé et mettant en vedette un jeune couple professionnel abitibien propulsé dans une saga aux dimensions internationales.
De même, le photographe professionnel Mathieu Dupuis, originaire de Rouyn-Noranda, expose en été comme en hiver cet inselberg dans divers ouvrages photographiques publiés respectivement aux Éditions de l'Homme et à titre de partenaire chez National Geographic.